# シャンペンステークス (アメリカ合衆国)
シャンペンステークス(Champagne Stakes)はアメリカ合衆国ニューヨーク州のベルモントパーク競馬場で開催されている、ダート8ハロンの競馬の競走である。
グレード制ではG1に類される。

## 概要
例年10月に開催され、ブリーダーズカップ・ジュヴェナイルのアメリカ東海岸の前哨戦として知られる。また、アメリカの2歳戦ではもっとも歴史が古い競走である。同日には同じ距離で、2歳牝馬限定のフリゼットステークスも行われている。
セクレタリアトが降着になったり、アリダーがアファームドを破ったりしたのもこの競走である。

## 歴史
- 1867年:創設　この当時はジェロームパーク競馬場ダート8.5ハロンで施行
- 1871年:この年よりダート6ハロンで施行
- 1890年:この年よりモリスパーク競馬場ダート8.5ハロンで施行
- 1891年:この年よりダート7ハロンで施行
- 1905年:この年よりベルモントパーク競馬場ダート6ハロンで施行
- 1910年-1913年:中止
- 1933年:この年よりダート6.5ハロンで施行
- 1940年:この年よりダート8ハロンで施行
- 1956年:中止
- 1959年,1963年-1967年,2022年-2025年（予定）:アケダクト競馬場ダート8ハロンで施行
- 1973年：分割
- 1984年:この年のみアケダクト競馬場ダート9ハロンで施行
- 1994年:この年よりダート8.5ハロンで施行
- 2005年:この年よりダート8ハロンで施行

## 主な勝ち馬
- 1907年:コリン
- 1942年:カウントフリート
- 1962年:ネヴァーベンド
- 1965年:バックパサー
- 1976年:シアトルスルー
- 1977年:アリダー
- 1978年:スペクタキュラービッド
- 1987年:フォーティナイナー
- 1988年:イージーゴア
- 2003年:バードストーン
- 2004年:プラウドアコレイド
- 2005年:ファーストサムライ
- 2006年:スキャットダディ
- 2007年:ウォーパス
- 2008年:ヴァインヤードヘヴン
- 2009年:ホームボーイクリス
- 2010年:アンクルモー
- 2011年:ユニオンラグズ
- 2012年:シャンハイボビー
- 2013年:ハバナ
- 2014年:Daredevil[1]
- 2015年:Greenpointcrusader
- 2016年:Practical Joke
- 2017年:Firenze Fire
- 2018年:Complexity
- 2019年:ティズザロウ
- 2020年:Jackie's Warrior
- 2021年:ジャッククリストファー
- 2022年:Blazing Sevens
- 2023年:Timberlake
- 2024年:Chancer McPatrick